# Міністерство культури Республіки Білорусь

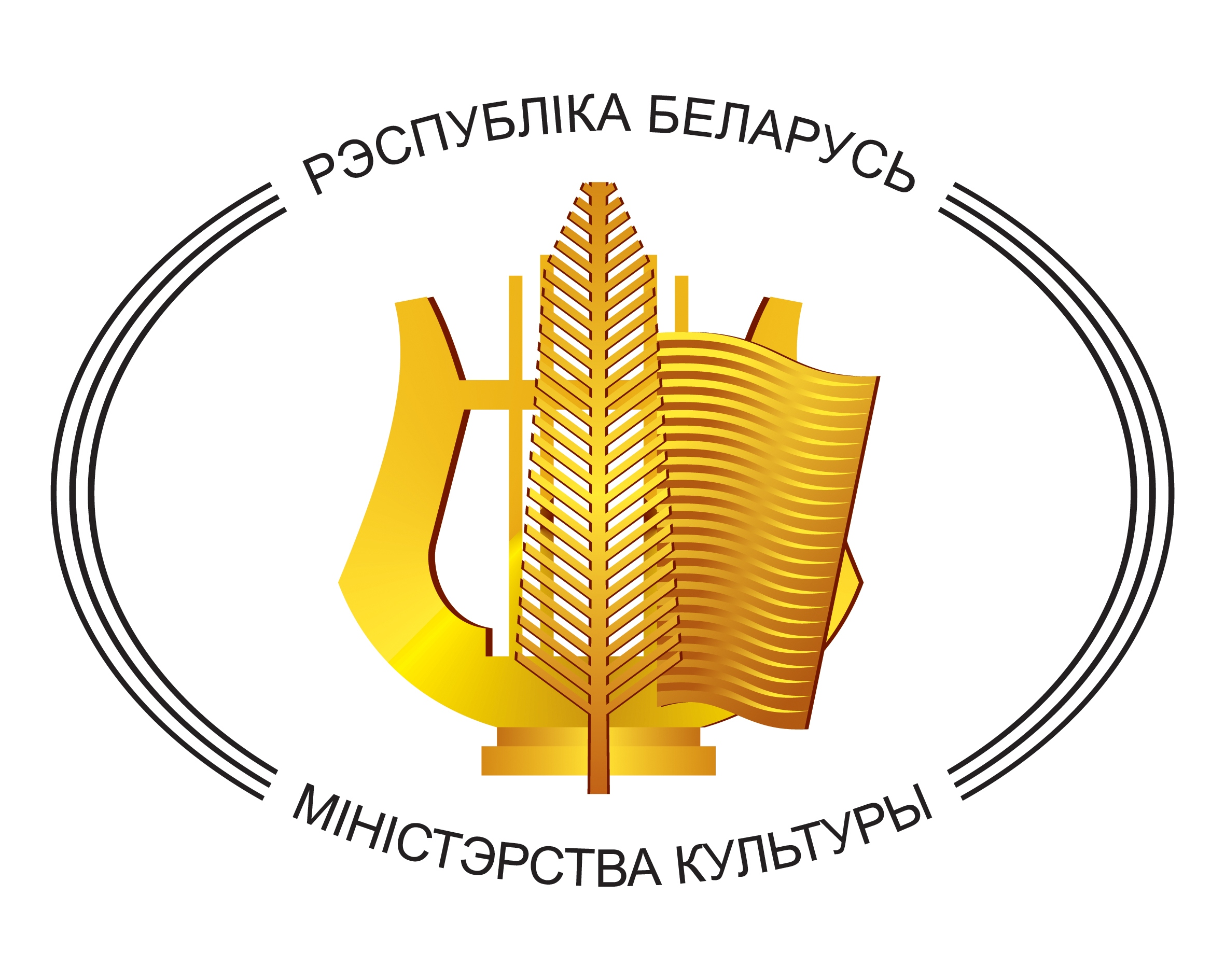
Емблема Міністерства культури Білорусі

Міністерство культури Республіки Білорусь (біл. Міністэрства культуры Рэспублікі Беларусь, рос. Министерство культуры Республики Беларусь; Мінкульт Білорусі) — відомство уряду Білорусі, уповноважене здійснювати регулювання в сфері мистецтва. Міністр культури призначається і знімається з посади президентом. З 2 грудня 2024 року пост міністра займає Руслан Чернецький.

## Історія
Після набуття Білоруссю незалежності 25 серпня 1991 року Міністерство культури більше як 14 рік продовжувала керуватися Постановою Ради міністрів БРСР від 12 лютого 1970 р. № 37. 9 серпня 1996 року уряд схвалив Постанову № 525 про новий статут міністерства, згідно з яким президент вперше уповноважувався призначати і звільняти з посади міністра.

## Структура
- Центральний апарат — 7 управлінь, 4 відділи і один департамент[3];
- 7 управлінь виконавчих комітетів областей і Мінська;
- Підприємства «Театральні майстерні», «Мінскрэстаўрацыя», «Віцебскрэстаўрацыя», «Проектреставрація», «Об'єднана дирекція споруджуваних об'єктів», «Светакон», «Белпрамкультура» (Гомель), «Автобаза Мінкультури», Центр музеєзнавчих, оздоблювальних та дослідницьких робіт, видавництво «Культура і мастацтва»;
- Музеї — художній музей, музей історії і культури Білорусі, музей-заповідник «Несвіж», музей Великої Вітчизняної війни, Берестейська фортеця, музеї Янки Купали, Якуба Коласа, Максима Богдановича і Петруся Бровки, музей історії білоруської літератури, музей історії театральної та музичної культури Білорусі, музей народної архітектури і побуту;
- Театри — Національний академічний театр опери і балету, Вітебський драматичний театр, драматичний театр імені Горького, Республіканський театр білоруської драматургії, Молодіжний театр естради;
- Установи мистецтва — Білоруський державний університет культури і мистецтв, академія музики і гімназія-коледж при ній, академія мистецтв, Мінське художнє училище імені Олексія Глібова;
- Національна бібліотека[4].

## Міністри

### Міністри культури БРСР
- Григорій Кисельов (1953–1964)
- Михайло Мінковіч (1964–1971)
- Юрій Міхневич (1971–1988)
- Євген Войтович (1988–1994)

### Міністри культури Республіки Білорусь
- Анатолій Бутевич (1994–1996) — міністр культури і друку
- Олександр Сасноўкі (1996–2000)
- Леонід Гуляко (2000–2005)
- Володимир Матвійчук (2005–2009)
- Павло Латушко (2009–2012)
- Борис Свєтлов (2012–2017)
- Юрій Бондар (28 вересня 2017 — 19 листопада 2020)
- Анатоль Маркевич (19 листопада 2020 — 2 грудня 2024)
- Руслан Чернецький (з 2 грудня 2024)